# اسمیت آیلند (مریلند)
اسمیت آیلند (به انگلیسی: Smith Island) شهری در ایالت مریلند کشور ایالات متحده آمریکا است که جمعیت آن در سرشماری سال ۲۰۱۰ میلادی، ۲۷۶ نفر بوده‌است.